# Kepler-46
Kepler-46, precedentemente nota con il nome di KOI-872, è una stella collocata nella costellazione del Cigno a 2794 anni luce di distanza dal sistema solare, e attorno alla quale, nel 2012, sono stati scoperti almeno due pianeti extrasolari.
Mentre il primo pianeta Kepler-46 b fu scoperto attraverso le ricerche condotte dalla sonda Kepler, il secondo, Kepler-46 c fu scoperto attraverso l'osservazione dei transiti che questo pianeta compie davanti alla sua stella. Mentre l'esistenza di questi due pianeti è sicura, è stato osservato un altro oggetto nelle vicinanze; potenzialmente è un pianeta (già chiamato Kepler-46 d), ma potrebbe anche essere una Luna extrasolare di uno degli altri due pianeti. Se quest'ultima ipotesi fosse confermata, sarebbe il primo satellite scoperto orbitante su un pianeta extrasolare.

## Sistema planetario[4]
Il pianeta b è un supergioviano con una massa 6 volte quella di Giove. L'altro (il pianeta c) è stato uno dei primi ad essere scoperto osservando le variazioni dei tempi di transito degli altri pianeti; è stato confermato al 99% e questo ha dimostrato che questo metodo può essere utilizzato per la scoperta di nuovi pianeti extrasolari o anche lune extrasolari. Era stato notato che il pianeta c esercita una forza di attrazione su b, che è più vicino alla stella, facendogli completare il moto di rivoluzione in soli 34 giorni. I moti di rivoluzione sono in genere molto regolari, ma la presenza di altri pianeti nel sistema introduce delle perturbazioni che permettono di dedurre la presenza di un pianeta anche se esso non transita davanti alla sua stella.
Kepler-46 c ha una massa che è più o meno quella di Saturno e compie il moto intorno alla stella in 57 giorni. Poiché non transita davanti alla stella, non siamo attualmente in grado di determinarne le dimensioni.
| Pianeta | Massa    | Raggio   | Periodo orb.  | Sem. maggiore      | Eccentricità | Scoperta |
| ------- | -------- | -------- | ------------- | ------------------ | ------------ | -------- |
| d       | -        | 0,146 rJ | 6,7666 giorni | 0,068 ± 0,003 UA   | -            | 2012     |
| b       | 0,885 MJ | 0,81 rJ  | 33,601 giorni | 0,1967 ± 0,002 UA  | 0,01 ± 0,01  | 2012     |
| c       | 0,362 MJ | -        | 57,11 giorni  | 0,2799 ± 0,0041 UA | 0,0146       | 2012     |